# Oedothorax japonicus
Oedothorax japonicus là một loài nhện trong họ Linyphiidae.
Loài này thuộc chi Oedothorax. Oedothorax japonicus được Kyukichi Kishida miêu tả năm 1910.